# Азия
А́зия — крупнейшая часть света по территории, численности и плотности населения. Вместе с Европой образует материк Евразию, занимая более 83% его общей площади. Площадь (вместе с островами) составляет около 44,5 млн км². По населению Азия превосходит совокупное население всех остальных частей света. На конец апреля 2025 года население Азии — 4,79 млрд человек, что составляет примерно 58,3% населения Земли. Ныне Азия является крупнейшим развивающимся регионом в мире.

## Этимология
В Хеттскую эпоху в северо-западной части Малой Азии располагалось царство Ассува (так упомянуто в табличках), в современных представлениях конфедерация из нескольких десятков государств с локализацией в северо-западной Турции, подчинённых хеттской державе, но неоднократно восстававшей. Победа хеттов под руководством Тудхалия II над ним упомянута в анналах царя Тудхалияса IV. В греческом эпосе это царство персонифицируется в образе царя Асия, союзника троянцев.
Имя Асия в греческой мифологии носит Океанида, жена Прометея, от которой, согласно мифологической традиции, произошло название части света. Ко времени Геродота обозначение целой части света как Асия (Азия) было у греков общепринятым.

## Положение и границы
Материковая Азия располагается в основном в восточном и северном полушариях. С Африкой Азия соединена Суэцким перешейком, от Северной Америки её отделяет узкий Берингов пролив. В Южном полушарии полностью или частично расположены острова Малайского архипелага, а в Западном — Чукотский полуостров.

### Граница между Европой и Азией
Первые определения границы между этими частями света относятся к эпохе Древней Греции. Предположительно, первым учёным, разделившим весь мир на Европу и Азию, стал древнегреческий географ Гекатей Милетский: в своей работе «Землеописание» он провёл границу между ними по реке Фасис (ныне — Риони в Грузии) и Средиземному морю. К проблеме границы между Европой и Азией обращались такие древнегреческие учёные, как Геродот, который выделял три части света (Европу, Азию и Ливию), Фукидид, Изократ, Полибий (определил границу между Европой и Азией в своём труде «Всеобщая история» по реке Танаис (Дон)), Страбон (в работе «География» также провёл границу по Танаису). В свою очередь, древнеримский писатель Плиний Старший границами двух частей света обозначил перешеек между Понтом и Каспием (Кавказские горы), Боспор Киммерийский (Керченский пролив) и Меотиду (Азовское море).
До XVIII века граница между Европой и Азией по Азовскому морю и Дону не подвергалась сомнениям и находила подтверждение в ряде работ: Козьмы Индикоплова (VI век), Марцина Бельского (1550 год), Герарда Меркатора (XVII век), Михаила Ломоносова (XVIII века). Однако уже и в этот период существовали альтернативные мнения. Например, средневековые арабские источники считали восточной границей Европы реки Итиль (Волга) и Каму.
К XVIII веку количество альтернативных мнений возросло. Так, французский картограф Гийом Делиль провёл восточную границу Европы по Оби, а немецкий путешественник на русской службе Иоган Георг Гмелин и французский географ Жан Жак Элизе-Реклю — по Енисею. В 1730 году в книге «Северная и восточная части Европы и Азии» шведским учёным Филиппом Иоганном Страленбергом была впервые предложена идея о проведении границы между Азией и Европой по водоразделу Уральских гор, а после Южного Урала — по Общему Сырту, рекам Самара, Волга до Камышина и далее по Дону. В то же время приоритет Страленберга в вопросе проведения границы по Уралу оспаривался русским учёным Василием Никитичем Татищевым, который, по его словам, выдвинул эту идею ещё в 1720 году. В 1745 году в «Лексиконе Российском» он написал:
Весьма приличнее и натуральнее провести границу от узкости Вайгач по Великому Поясу и Яику вниз через море Каспийское до реки Кумы или гор Таурисских.
Впоследствии граница между Азией и Европой по Уралу получила отражение в научных работах Ф. А. Полунина (1773), С. И. Плещеева (1793), И. П. Фалька (1824), Г. Е. Щуровского (1841). При этом граница между частями света на юго-восточном отрезке восточной границы сильно различались: П. С. Паллас (1773) проводил границу от среднего течения реки Урал по южным склонам Общего Сырта, Волге, Ергеням и долине реки Маныч, относя всю Прикаспийскую низменность к Азии; Г. Ф. Миллер (1750) и Ф. А. Полунин (1773) — по Дону, Волге, Каме, Белой и далее по Уральскому хребту; С. И. Плещеев (1793) и И. Ф. Гакман (1787) — по реке Эмбе.
В XIX — XX веках проблема границ получила дальнейшее развитие. В 1850 году германский учёный А. Гумбольдт высказал мнение, что Европа — это часть Азии, поэтому границы между Европой и Азией не существует. В свою очередь французский географ Пьер Гуру в книге «Азия» (1956) заявил, что «Европа — азиатский полуостров, а Азия — понятие искусственное…», а У. Паркер в книге «Европа: как далеко?» (1960) утверждал, что нет двух материков Европы и Азии, а есть один — Евразия.
В советской науке проблема границы между Европой и Азией получила развитие в 1950—1960-х годах в рамках деятельности Московского филиала Географического общества СССР. Авторами ключевых работ по данной тематике стали Ю. К. Ефремов (1958), В. И. Прокаев (1960) и Э. М. Мурзаев (1963).
Ю. К. Ефремов в 1958 году в докладе на заседании отделения школьной и физической географии Московского филиала Географического общества СССР, утверждал, что границы между Азией и Европой носят культурно-исторический характер, поэтому природной границы между ними не существует; ни Урал, ни Кавказ не могут служить границей двух частей света. В результате на заседании была принята рекомендация, получившая отражение во всех советских учебниках:
Рекомендовать проводить границу Европы и Азии по восточной подошве Урала и Мугоджар, затем по реке Эмбе, по северному берегу Каспия, по Кумо-Манычской впадине и Керченскому проливу, оставляя Азовское море в пределах Европы.
Данное решение вызвало критику со стороны В. И. Прокаева (1960), который утверждал, что принятая рекомендация не соблюдала принцип физико-географической цельности. По его мнению, в случае следования данному принципу граница должна быть проведена по восточной границе Уральской страны (лежащей полностью в Европе) и северо-западной границе Туранской страны (отнесённой к Азии) с Прикаспийской низменностью. Несмотря на это, В. И. Прокаев не считал это описание границей между Азией и Европой, так как оно противоречило существовавшим традициям, а именно: границе по водоразделу Уральских гор, реке Урал, водоразделу Большого Кавказа и Керченскому проливу.
Проблему границы между Азией и Европой затронул в своей работе советский учёный Э. М. Мурзаев (1963). Подчеркнув невозможность провести границу между этими частями света на основе антропологических, исторических, лингвистических и этнографических рубежей, он выдвинул два основных варианта этой границы.
- Первый вариант — на основе политико-административных рубежей. Согласно ему, граница между Азией и Европой идёт по государственной границе СССР с Турцией и Ираном (ныне это граница со стороны Грузии, Армении и Азербайджана), Каспийскому морю, которое здесь отделяет Европу и Азии, далее — по границе Российской Федерации и Казахстана до Челябинской области. К Азии целиком относятся Челябинская, Свердловская, Тюменская области, Ханты-Мансийский и Ямало-Ненецкий автономные округа. Карское море по этому варианту полностью относится к Азии, а архипелаг Новая Земля — к Европе.
- Второй вариант — на основе физико-географических рубежей. Он основан на формуле «Кавказ — Каспий — река Урал — хребет Урал»[10].

Существует и более редкий вариант — по реке Аракс, что условно помещает в Европу большие части территорий Азербайджана и Грузии, а также Армении (при проведении границы частей света по турецкой границе).
На современном этапе граница между Азией и Европой остаётся спорной. В российских географических источниках границу с Европой, как правило, проводят по восточному подножию Уральских гор, горам Мугоджарам, реке Эмбе, далее по Каспийскому морю, рекам Куме и Манычу (Кумо-Манычская впадина), устью реки Дон, по Азовскому морю и Керченскому проливу, по Чёрному морю, проливу Босфор, Мраморному морю и проливу Дарданеллы.
При статистико-экономических расчётах в России границу между Азией и Европой проводят по восточным административным границам Архангельской области, Республики Коми, Свердловской и Челябинской областей и далее по государственной границе России с Казахстаном, по северным административным границам Дагестана, Ставропольского и Краснодарского краёв.

### Граница между Азией и Африкой
Первые попытки определения границы между Азией и Африкой относятся к эпохе Древней Греции. Традиционно она проводилась по реке Нил, однако Геродот в V веке до н. э. выступил против деления территории Египта на азиатскую и африканскую части, поэтому определил границу по западной границе Египта, полностью отнеся его к Азии. В свою очередь Страбон определил границу по перешейку между Красным морем и устьем озера Бардавиль на Синайском полуострове, соединённым со Средиземным морем.
В период Древнего Рима и в Средние века часть учёных проводила границу по Суэцкому перешейку, однако подавляющее большинство продолжало рассматривать в качестве границы либо Нил, либо западную границу Египта.
В современный период граница между Азией и Африкой проводится по Суэцкому перешейку или Суэцкому каналу. В результате часть Египта, расположенная на Синайском полуострове, относится к Азии, а остальной Египет — к Африке.

## География
| Площадь:                                                   | 43 475 млн км² (включая острова)                                                       |
| Площадь островов:                                          | 2001 тыс. км²                                                                          |
| Средняя высота над уровнем моря:                           | 960 метров                                                                             |
| Наибольшая высота над уровнем моря:                        | 8848 метров (г. Джомолунгма)                                                           |
| Наименьшая высота над уровнем моря:                        | −405 метров (уровень Мёртвого моря)                                                    |
| Самая северная точка:                                      |                                                                                        |
| - на материке: - на островах:                              | мыс Челюскин 77° 43' c. ш. 104° 18' в. д. мыс Арктический 81° 16' c. ш. 95° 41' в. д.  |
| Самая южная точка:                                         |                                                                                        |
| - на материке: - на островах:                              | мыс Пиай 1° 16' с. ш. 103° 30' в. д. остров Памана 11° 00' ю. ш. 122° 52' в. д.        |
| Самая западная точка:                                      | мыс Баба 39° 29' c. ш. 26° 04' в. д                                                    |
| Самая восточная точка:                                     |                                                                                        |
| - на материке: - на островах:                              | мыс Дежнёва 66° 05' c. ш. 169° 40' з. д. остров Ратманова 65° 48' c. ш. 169° 00' з. д. |
| Города, расположенные рядом с географическим центром Азии: | Кызыл, Улаангом, Абакан                                                                |

Азия омывается Северным Ледовитым, Индийским и Тихим океанами, а также — на западе — внутриматериковыми морями Атлантического океана (Азовским, Чёрным, Мраморным, Эгейским, Средиземным). При этом имеются обширные области внутреннего стока: бассейны Каспийского и Аральского морей, озера Балхаш и др. Озеро Байкал по объёму содержащейся пресной воды превосходит все озёра мира; в Байкале сосредоточено 20 % мировых запасов пресной воды (без учёта ледников). Мёртвое море является глубочайшей в мире тектонической впадиной (405 метров ниже уровня моря).
Побережье Азии в целом расчленено относительно слабо, выделяются крупные полуострова: Малая Азия, Аравийский, Индостан, Корейский, Камчатка, Чукотка, Таймыр и др. Близ берегов Азии — крупные острова (Большие Зондские, Новосибирские, Сахалин, Северная Земля, Тайвань, Филиппинские, Хайнань, Шри-Ланка, Японские и др.), занимающие в совокупности площадь более 2 млн км².
В основании Азии лежат четыре огромных платформы: Аравийская, Индийская, Китайская и Сибирская. До ¾ территории части света занимают горы и плоскогорья, наиболее высокие из которых сосредоточены в Центральной и Средней Азии. В целом Азия — контрастный регион по абсолютным отметкам высот. Здесь расположены как высочайшая вершина мира — гора Джомолунгма (8848 м), так и глубочайшие впадины — озеро Байкал с глубиной до 1620 м и Мёртвое море, уровень которого ниже уровня моря на 392 м. Восточная Азия — район активного вулканизма.
Азия богата разнообразными полезными ископаемыми (в особенности же, топливно-энергетическим сырьём).
На территории Азии представлены все природные зоны и почти все типы климата — от арктического на крайнем севере до экваториального на юго-востоке. В Восточной, Южной и Юго-Восточной Азии климат муссонный (в пределах Азии находится самое влажное место Земли — местечко Черапунджи в Гималаях), в то время как в Западной Сибири — континентальный, в Восточной Сибири и на Сарыарке — резко континентальный, а на равнинах Центральной, Средней и Западной Азии — полупустынный и пустынный климат умеренного и субтропического поясов. Юго-Запад Азии — тропический пустынный, самый жаркий в пределах Азии.

#### Рельеф
Крайний север Азии занимают тундры. Южнее расположена тайга. В западной Азии расположены плодородные чернозёмные степи. Большую часть Центральной Азии, от Красного моря до Монголии, занимают пустыни. Самая большая из них — пустыня Гоби. Гималаи отделяют Центральную Азию от тропиков Южной и Юго-Восточной Азии.
Гималаи — высочайшая горная система мира. Реки, на территории бассейнов которых находятся Гималаи, несут ил на поля юга, образуя плодородные почвы.

## Физико-географическое районирование и субрегионы
В Азии следует выделять следующие физико-географические районы:
- Восточная Азия (Корейский полуостров, Японские острова, восточная часть Китая);
- Западная Азия (Южный Кавказ и Переднеазиатские нагорья);
- Северная Азия (Азиатская часть России (Сибирь), и северо-восток Евразии);
- Центральная Азия (Памир, Тянь-Шань, Туранская низменность);
- Юго-Восточная Азия (полуостров Индокитай и Малайский архипелаг);
- Юго-Западная Азия (Аравийский полуостров и Левант);
- Южная Азия (полуостров Индостан и остров Шри-Ланка (архипелаг Мальдивы).

Согласно классификации, принятой в ООН, выделяются следующие субрегионы:
- Восточная Азия (Китай в составе КНР и Республики Китай, Южная и Северная Корея, Монголия, Япония);
- Западная Азия (Азербайджан, Армения, Бахрейн, Грузия, Израиль, Иордания, Ирак, Иран, Йемен, Катар, Кипр, Кувейт, Ливан, ОАЭ, Оман, Палестина, Саудовская Аравия, Сирия, Турция);
- Юго-Восточная Азия (Бруней, Восточный Тимор, Вьетнам, Индонезия, Камбоджа, Лаос, Малайзия, Мьянма, Сингапур, Таиланд, Филиппины);
- Южная Азия (Афганистан, Бангладеш, Бутан, Индия, Мальдивы, Непал, Пакистан, Шри-Ланка);
- Центральная Азия (Казахстан, Кыргызстан, Таджикистан, Туркменистан, Узбекистан).

В то же время указанная классификация не является единственно верной. Существуют и альтернативные классификация, к примеру:
- Восточная Азия (КНДР, КНР, Республика Корея, Тайвань, Япония);
- Центральная и Северная Азия (Казахстан, Кыргызстан, Монголия, Таджикистан, Туркменистан, Узбекистан, азиатская часть России, а также три автономных региона КНР — Внутренняя Монголия, Синьцзян-Уйгурский автономный район и Тибет);
- Юго-Западная Азия (Азербайджан, Армения, Афганистан, Бахрейн, Грузия (частично), Израиль, Иордания, Ирак, Иран, Йемен, Катар, Кипр, Кувейт, Ливан, ОАЭ, Оман, Саудовская Аравия, Сирия, азиатская часть Турции, Синайский полуостров (Египет));
- Южная Азия (Бангладеш, Бутан, Индия, Мальдивы, Непал, Пакистан, Шри-Ланка);
- Юго-Восточная Азия (Бруней, Восточный Тимор, Вьетнам, Индонезия, Камбоджа, Лаос, Малайзия, Мьянма, Сингапур, Таиланд, Филиппины).

## Страны Азии
На территории Азии к настоящему времени полностью или частично расположено 54 государства, из них пять государств (Республика Абхазия, Тайвань, Турецкая Республика Северного Кипра, Южная Осетия, Государство Палестина) не признаны или признаны только частично. Включение России в список стран Азии основывается прежде всего на частичном расположении в этой части света (при этом бо́льшая часть населения страны находится в Европе, но бо́льшая часть территории — в Азии). Турцию и Казахстан включают в список европейских стран ввиду наличия меньшей части территории и населения в Европе (по всем версиям границы между Европой и Азией). К европейским странам часто относят также Азербайджан и Грузию (при проведении границы между Европой и Азией по Большому Кавказу они имеют небольшие территории в Европе), и Кипр, входящий в Европейский союз, но географически расположенный полностью в Азии и имеющий тесные политические и историко-культурные связи с Европой (как и Армения). Израиль также является членом некоторых спортивных, экономических и культурных организаций Европы.
- Республика Абхазия (частично признанная республика)
- Азербайджан (от 100 %[22] до ок. 90 % территории[23][24])
- Акротири и Декелия (зависимая территория Великобритании)
- Армения
- Афганистан
- Бангладеш
- Бахрейн
- Британская Территория в Индийском Океане (зависимая территория Великобритании)
- Бруней
- Бутан
- Ва (непризнанное государство)
- Восточный Тимор
- Вьетнам
- Грузия (от 100 %[22] до ок. 95 % территории[25][26])
- Египет (меньшая часть территории)
- Израиль
- Индия
- Индонезия (бо́льшая часть территории)
- Иордания
- Ирак
- Иран
- Йемен (бо́льшая часть территории)
- Казахстан (от 86 % территории[27][28][29])
- Камбоджа
- Катар
- Кипр
- Кыргызстан
- Китай
  -  Гонконг
  -  Макао
- Китайская Республика (частично признанная республика)
- Кокосовые острова (зависимая внешняя территория Австралии)
- КНДР
- Республика Корея
- Кувейт
- Лаос
- Ливан
- Малайзия
- Мальдивы
- Монголия
- Мьянма
- Непал
- ОАЭ
- Оман
- Остров Рождества (зависимая внешняя территория Австралии)
- Пакистан
- Государство Палестина (частично признанное государство)
- Россия (бо́льшая часть территории)
- Саудовская Аравия
- Сингапур
- Сирия
- Таджикистан
- Таиланд
- Туркменистан
- Северный Кипр (частично признанная республика)
- Турция (бо́льшая часть территории)
- Узбекистан
- Филиппины
- Государство Шан (непризнанное государство)
- Шри-Ланка
- Южная Осетия (частично признанная республика)
- Япония

## Население
Для Азии характерны относительно высокие среднегодовые темпы роста численности населения (по этому показателю Азия уступает только Океании (1,31 %) и Африке (2,49 %)); постепенно они снижаются и уже составляют 0,86 %. Азия — крупнейшая часть света и по территории, и по численности населения и его плотности. В 2020 году 59,5 % населения Земли проживало в Азии, но по среднему варианту прогноза ООН 2019 года, к 2050 году в Азии будет проживать уже только 55,8 % населения Земли. Это снижение вызвано очень высоким ростом населения Африки южнее Сахары и, соответственно, ростом доли населения Африки в населении Земли (с 17,2 % в 2020 году до 26,3 % в 2050 году). В совокупности Китай и Индия дают 40 % мировой численности населения. 7 государств имеют более 100 миллионов жителей (помимо названных выше — Индонезия, Пакистан, Бангладеш, Япония и Филиппины).
Азия — самая разнообразная часть света с этнической, национальной, культурной и расовой точки зрения. В Азии живут представители трёх главных рас человечества: монголоидной (китайцы и др.), европеоидной (народы Западной Азии) и веддо-австралоидной (некоторые народы Южной и Юго-Восточной Азии).
Азия стала колыбелью многих древних цивилизаций: китайской, индийской, тибето-монгольской, среднеазиатской, вавилонской и др. Благоприятные для земледелия районы Южной и Юго-Восточной Азии дали начало многим современным народам.

### Демографический кризис и старение населения
В Азии происходит постепенное снижение рождаемости и рост пожилого населения. Это происходит из-за общемирового процесса старения населения Земли (кроме Африки южнее Сахары) и уже вызванного им в ряде стран (как развитых, так и развивающихся) демографического кризиса. Наиболее сильно старение населения наблюдается в странах Восточной Азии (кроме Монголии). Наряду с со странами Европы и некоторыми странами Юго-Восточной Азии (такими как Сингапур и Таиланд), они имеют самый высокий средний возраст населения, поэтому там происходит наиболее быстрое старение населения на Земле. В отличие от стран Европы, страны Восточной Азии зачастую практикуют более строгую иммиграционную политику; она не позволяет им притормаживать процессы естественного старения населения, и, как следствие — процессы растущей смертности и естественной убыли населения, а также роста среднего возраста населения.
Одной из самых главных экономических угроз старения населения Азии является экономический застой и постоянная дефляция, приводящие к снижению цен и отсутствию реального экономического роста, а также роста зарплат. Старение населения приводит к сокращению спроса и потребительской активности, увеличению доли неработающих (иждивенцев), повышению нагрузки на системы медицинского, пенсионного и социального страхования, увеличению налогообложения работающих, сокращению ВВП, и т. д. Чем больше пожилых людей в обществе, тем менее эффективной становится пенсионная система. Из-за этого неизбежно растёт пенсионный возраст. Снижение инфляции и экономического роста наблюдается во многих странах мира. К примеру, Япония почти три десятилетия находится в состоянии постоянной дефляции и экономического застоя. Это произошло из-за уменьшения населения, вызванного демографическим кризисом и старением населения. По данным Всемирной книги фактов ЦРУ, в 2020 году население Японии имело самый высокий средний возраст среди населения всех стран мира — 48,6 лет. Япония является одним из самых престарелых и быстро стареющих государств в мире (за исключением Монако, где эти показатели выше из-за большого количества богатых пожилых иммигрантов). В 2020 году 29,18 % населения Японии было старше 65 лет. Причиной может быть относительно короткий послевоенный беби-бум в Японии и строгая иммиграционная политика. Всё это может оказать разрушительное влияние на экономики развитых и особенно — развивающихся стран Азии, которые ещё не завершили демографический переход. Они могут не успеть воспользоваться демографическим дивидендом до завершения демографического перехода в период открытого демографического окна, чтобы развить экономики своих стран до уровня развитых экономик (с высокой добавочной стоимостью, высоким уровнем жизни населения и т.д). То есть развивающиеся страны Азии могут не успеть разбогатеть до тех пор, когда они постареют. Расходы на пенсионное обеспечение станут слишком большим грузом для бюджета, и поэтому забота о пожилых людях может целиком лечь на плечи домохозяйств.
| Место | Государство (или зависимая территория) | 1 июля 2012 Оценка ООН | % населения | Средний относительный годовой прирост (%, ООН) | Средний абсолютный годовой прирост (ООН) | Период ожидаемого удвоения (лет, ООН) | Данные альтерн. источников | Дата                | Источник |
| ----- | -------------------------------------- | ---------------------- | ----------- | ---------------------------------------------- | ---------------------------------------- | ------------------------------------- | -------------------------- | ------------------- | --- |
| 1     | Китай                                  | 1,353,601,000          | 32.02       | 0.45                                           | 6,091,000                                | 154                                   | 1,347,350,000              | 31 декабря 2011     | Official estimate (англ.). Архивировано из оригинала 29 ноября 2012 года.                                                           |
| 2     | Индия                                  | 1,258,351,000          | 29.77       | 1.36                                           | 17,114,000                               | 51                                    | 1,210,193,422              | 1 марта 2011        | Census result (англ.). Архивировано из оригинала 16 мая 2011 года.                                                                  |
| 3     | Индонезия                              | 244,769,000            | 5.79        | 1.01                                           | 2,472,000                                | 69                                    | 237,641,326                | май 2010            | Census result (англ.). Архивировано из оригинала 18 июля 2011 года.                                                                 |
| 4     | Пакистан                               | 179,951,000            | 4.26        | 1.81                                           | 3,257,000                                | 39                                    | 223 575 000                | август 13, 2025     | Official population clock (англ.). www.census.gov.pk. Дата обращения: 8 марта 2021. Архивировано из оригинала 25 декабря 2018 года. |
| 5     | Бангладеш                              | 152,409,000            | 3.61        | 1.27                                           | 1,936,000                                | 55                                    | 142,319,000                | 15 марта 2011       | Census result (англ.). Архивировано из оригинала 15 января 2013 года.                                                               |
| 6     | Россия (с европейской частью)          | 143,800,000            |             |                                                |                                          | 139                                   | 143,800,000                | 1 января 2012 года  | |
| 7     | Япония                                 | 126,435,000            | 2.99        | −0.05                                          | −63,000                                  | -                                     | 127,650,000                | 1 марта 2012        | Monthly official estimate (англ.). www.stat.go.jp. Дата обращения: 8 марта 2021.                                                    |
| 8     | Филиппины                              | 96,471,000             | 2.28        | 1.71                                           | 1,650,000                                | 41                                    | 94,013,200                 | 2010                | Official estimate (англ.). Архивировано из оригинала 11 августа 2011 года.                                                          |
| 9     | Вьетнам                                | 89,730,000             | 2.12        | 1.06                                           | 951,000                                  | 66                                    | 87,840,000                 | 2011                | Official estimate (англ.). www.gso.gov.vn. Дата обращения: 8 марта 2021.                                                            |
| 10    | Иран                                   | 75,612,000             | 1.79        | 1.09                                           | 824,000                                  | 64                                    | 90 456 000                 | август 13, 2025     | Official population clock (англ.). www.amar.org.ir. Дата обращения: 8 марта 2021.                                                   |
| 11    | Турция                                 | 74,509,000             | 1.76        | 1.18                                           | 879,000                                  | 59                                    | 74,724,269                 | 31 декабря 2011     | Official estimate (англ.). www.turkstat.gov.tr. Дата обращения: 8 марта 2021. Архивировано из оригинала 1 октября 2018 года.        |
| 12    | Таиланд                                | 69,892,000             | 1.65        | 0.54                                           | 377,000                                  | 129                                   | 65,479,453                 | 1 сентября 2010     | Census result (нем.). www.citypopulation.de. Дата обращения: 8 марта 2021.                                                          |
| 13    | Мьянма                                 | 48,724,000             | 1.15        | 0.80                                           | 390,000                                  | 87                                    | 57,197,871                 | 2012                | World Gazetteer projection (англ.). Архивировано из оригинала 5 января 2013 года.                                                   |
| 14    | Республика Корея                       | 48,588,000             | 1.15        | 0.41                                           | 199,000                                  | 169                                   | 48,580,000                 | 1 ноября 2010       | Census result (англ.). kostat.go.kr. Дата обращения: 8 марта 2021.                                                                  |
| 15    | Ирак                                   | 33,703,000             | 0.80        | 3.18                                           | 1,072,000                                | 22                                    | 33,330,000                 | 2011                | Official estimate (англ.). Архивировано из оригинала 29 октября 2012 года.                                                          |
| 16    | Афганистан                             | 33,397,000             | 0.79        | 3.21                                           | 1,072,000                                | 22                                    | 24,485,600                 | 1 января 2011       | Official estimate (англ.). cso.gov.af. Дата обращения: 8 марта 2021. Архивировано из оригинала 25 октября 2014 года.                |
| 17    | Непал                                  | 31,011,000             | 0.73        | 1.72                                           | 533,000                                  | 41                                    | 26,620,809                 | 22 июня 2011        | Census result (англ.). archive.wikiwix.com. Дата обращения: 8 марта 2021.                                                           |
| 18    | Малайзия                               | 29,322,000             | 0.69        | 1.60                                           | 469,000                                  | 44                                    | 28,334,135                 | 6 июля 2010         | Census result (англ.). Архивировано из оригинала 13 ноября 2011 года.                                                               |
| 19    | Саудовская Аравия                      | 28,705,000             | 0.68        | 2.21                                           | 634,000                                  | 32                                    | 27,136,977                 | 28 апреля 2010      | Census result (англ.). Архивировано из оригинала 19 сентября 2012 года.                                                             |
| 20    | Узбекистан                             | 28,077,000             | 0.66        | 1.14                                           | 320,000                                  | 61                                    | 28,000,000                 | 1 января 2010       | Official estimate (англ.). Архивировано из оригинала 25 апреля 2012 года.                                                           |
| 21    | Йемен                                  | 25,569,000             | 0.60        | 3.10                                           | 793,000                                  | 23                                    | 24,527,000                 | 2012                | Official estimate (англ.). Архивировано из оригинала 23 сентября 2015 года.                                                         |
| 22    | КНДР                                   | 24,554,000             | 0.58        | 0.42                                           | 103,000                                  | 165                                   | 24,052,231                 | 1 октября 2008      | Census result (англ.). unstats.un.org. Дата обращения: 8 марта 2021. Архивировано из оригинала 26 марта 2016 года.                  |
| 23    | Шри-Ланка                              | 21,224,000             | 0.50        | 0.85                                           | 180,000                                  | 82                                    | 20,653,000                 | 1 июля 2010         | Official estimate (англ.). www.statistics.gov.lk. Дата обращения: 8 марта 2021. Архивировано из оригинала 16 февраля 2020 года.     |
| 24    | Сирия                                  | 21,118,000             | 0.50        | 1.70                                           | 359,000                                  | 41                                    | 28 460 000                 | август 13, 2025     | Official population clock (англ.). archive.wikiwix.com. Дата обращения: 8 марта 2021.                                               |
| 25    | Казахстан                              | 17 244 420             | 0.43        | 1.07                                           | 175,000                                  | 65                                    | 17 300 560                 | 1 январь 2014       | Monthly official estimate (англ.). Архивировано из оригинала 17 января 2014 года.                                                   |
| 26    | Камбоджа                               | 14,478,000             | 0.34        | 1.21                                           | 175,000                                  | 58                                    | 13,395,682                 | 3 марта 2008        | Census result (англ.). www.nis.gov.kh. Дата обращения: 8 марта 2021.                                                                |
| 27    | Азербайджан                            | 10,073,200             | 0.22        | 1.24                                           | 117,000                                  | 56                                    | 9,111,100                  | 1 января 2011       | Official estimate (англ.). www.azstat.org. Дата обращения: 8 марта 2021. Архивировано из оригинала 7 февраля 2012 года.             |
| 28    | ОАЭ                                    | 8,106,000              | 0.19        | 2.72                                           | 220,000                                  | 26                                    | 8,264,070                  | 2010                | Official estimate (англ.). Архивировано из оригинала 8 октября 2013 года.                                                           |
| 29    | Израиль                                | 7,695,000              | 0.18        | 1.76                                           | 135,000                                  | 40                                    | 7,848,800                  | 31 января 2012      | Monthly official estimate (англ.). Архивировано из оригинала 19 марта 2012 года.                                                    |
| 30    | Гонконг (КНР)                          | 7,196,000              | 0.17        | 1.04                                           | 75,000                                   | 67                                    | 7,108,100                  | 1 июля 2011         | Official estimate (англ.). Архивировано из оригинала 9 июня 2007 года.                                                              |
| 31    | Таджикистан                            | 7,079,000              | 0.17        | 1.46                                           | 103,000                                  | 48                                    | 7,616,000                  | 1 января 2011       | Official estimate (англ.). Архивировано из оригинала 6 марта 2012 года.                                                             |
| 32    | Иордания                               | 6,457,000              | 0.15        | 2.01                                           | 130,000                                  | 35                                    | 8 099 300                  | август 13, 2025     | Official population clock (англ.). Архивировано из оригинала 17 января 2012 года.                                                   |
| 33    | Лаос                                   | 6,374,000              | 0.15        | 1.37                                           | 87,000                                   | 51                                    | 6,465,800                  | 2012                | Official estimate (англ.). Архивировано из оригинала 17 мая 2012 года.                                                              |
| 34    | Кыргызстан                             | 5,448,000              | 0.13        | 1.02                                           | 56,000                                   | 68                                    | 5,477,600                  | 2011                | Official estimate (англ.). Архивировано из оригинала 10 мая 2011 года.                                                              |
| 35    | Сингапур                               | 5,256,000              | 0.12        | 1.31                                           | 69,000                                   | 53                                    | 5,183,700                  | 30 июня 2011        | Official estimate (англ.). Архивировано из оригинала 18 ноября 2008 года.                                                           |
| 36    | Туркменистан                           | 5,170,000              | 0.12        | 1.27                                           | 66,000                                   | 55                                    | 7,966,724                  | 2012                | World Gazetteer projection (англ.). Архивировано из оригинала 5 января 2013 года.                                                   |
| 37    | Грузия                                 | 4,304,000              | 0.10        | −0.58                                          | −25,000                                  | -                                     | 4,469,200                  | 1 января 2011       | Official estimate (англ.). www.geostat.ge. Дата обращения: 8 марта 2021.                                                            |
| 38    | Ливан                                  | 4,292,000              | 0.10        | 0.77                                           | 33,000                                   | 90                                    | 3,759,100                  | 2007                | Official estimate (англ.). Архивировано из оригинала 7 мая 2012 года.                                                               |
| 39    | Государство Палестина                  | 4,271,000              | 0.10        | 2.87                                           | 123,000                                  | 24                                    | 4,293,309                  | 1 июля 2012         | Official estimate (англ.). Архивировано из оригинала 14 ноября 2011 года.                                                           |
| 40    | Армения                                | 3,109,000              | 0.07        | 0.29                                           | 9,000                                    | 239                                   | 3,268,500                  | 2011                | Official estimate (англ.). www.armstat.am. Дата обращения: 8 марта 2021.                                                            |
| 41    | Оман                                   | 2,904,000              | 0.07        | 2.04                                           | 59,000                                   | 34                                    | 2,773,479                  | 12 декабря 2010     | Census result (англ.). www.moneoman.gov.om. Дата обращения: 8 марта 2021.                                                           |
| 42    | Кувейт                                 | 2,892,000              | 0.07        | 2.63                                           | 76,000                                   | 27                                    | 3,582,054                  | 31 декабря 2010     | Official estimate (нем.). www.citypopulation.de. Дата обращения: 8 марта 2021.                                                      |
| 43    | Монголия                               | 2,844,000              | 0.07        | 1.57                                           | 45,000                                   | 44                                    | 2,736,800                  | 2009                | Official estimate (англ.). Архивировано из оригинала 1 апреля 2012 года.                                                            |
| 44    | Катар                                  | 1,939,000              | 0.05        | 3.69                                           | 72,000                                   | 19                                    | 1,699,435                  | 21 апреля 2010      | Census result (англ.). Дата обращения: 25 марта 2012. Архивировано из оригинала 22 ноября 2010 года.                                |
| 45    | Бахрейн                                | 1,359,000              | 0.03        | 2.64                                           | 36,000                                   | 27                                    | 1,234,571                  | 27 апреля 2010      | Census result (англ.). Архивировано из оригинала 2 мая 2013 года.                                                                   |
| 46    | Восточный Тимор                        | 1,187,000              | 0.03        | 2.86                                           | 34,000                                   | 25                                    | 1,066,409                  | 11 июля 2010        | Census result (англ.). Архивировано из оригинала 16 августа 2012 года.                                                              |
| 47    | Кипр                                   | 1,129,000              | 0.03        | 1.07                                           | 12,000                                   | 65                                    | 838,897                    | 1 октября 2011      | Census result (англ.). www.mof.gov.cy. Дата обращения: 8 марта 2021.                                                                |
| 48    | Бутан                                  | 750,000                | 0.02        | 1.63                                           | 12,000                                   | 43                                    | 720,679                    | 2012                | Official estimate (англ.). Архивировано из оригинала 13 ноября 2010 года.                                                           |
| 49    | Макао (КНР)                            | 567,000                | 0.01        | 1.98                                           | 11,000                                   | 35                                    | 560,100                    | July-September 2011 | Official estimate (англ.). www.dsec.gov.mo. Дата обращения: 8 марта 2021.                                                           |
| 50    | Бруней                                 | 413,000                | 0.01        | 1.72                                           | 7,000                                    | 41                                    | 422,700                    | 2011                | Official estimate (англ.). Архивировано из оригинала 25 апреля 2012 года.                                                           |
| 51    | Мальдивы                               | 324,000                | 0.01        | 1.25                                           | 4,000                                    | 56                                    | 317,280                    | 2010                | Official estimate (англ.). Архивировано из оригинала 31 марта 2012 года.                                                            |
|       | Всего                                  | 4,227,067,000          | 100.00      | 1.02                                           | 43,528,000                               | 68                                    |                            |                     | |